# Charles Tillon
Pour les articles homonymes, voir Tillon.
Charles Tillon, né le 3 juillet 1897 à Rennes et mort le 13 janvier 1993 à Marseille, est un homme politique français, député, ministre, membre du comité central et du bureau politique du Parti communiste français. Il prend part à la Résistance pendant la Seconde Guerre mondiale en tant que fondateur et commandant en chef des FTPF (Francs tireurs et partisans français).
Écarté de la direction du Parti communiste en septembre 1952, il est réhabilité en 1957, mais reste en marge avant d'être définitivement exclu en 1970.

## Biographie

### Jeunesse

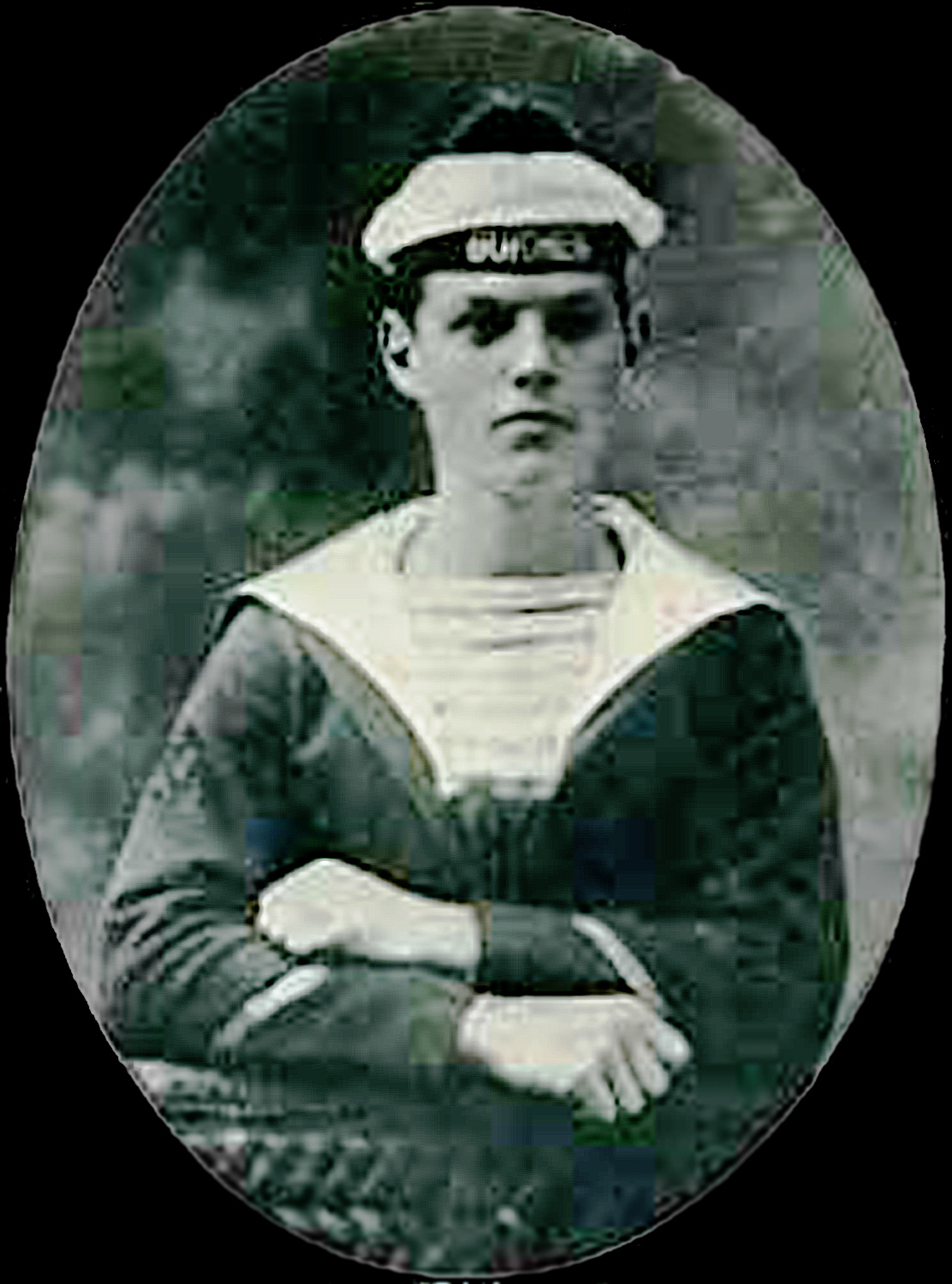
Charles Tillon en 1919.

Il naît à Rennes où son père est syndiqué des tramways à vapeur d'Ille-et-Vilaine puis courtier à domicile après son licenciement pour activités syndicales. Il est élevé par sa grand-mère paternelle jusqu'à l’âge de l'école primaire, à Saint-Grégoire. Il est ensuite repris par ses parents. Sa mère tient un café au bas de la place des Lices à Rennes, où il est élève à l'école primaire de la rue d'Échange puis de l'École d'Industrie du boulevard Laënnec. Il se plaisait à dire qu'il devait tout à la formation reçue dans ces deux écoles.
Ajusteur à l'arsenal de Brest avant la Première Guerre mondiale, il s'engage dans la marine en 1916 et embarque comme matelot mécanicien sur le croiseur Guichen. En février 1919, le croiseur était mouillé en rade d'Itéa (Grèce), loin des « mutineries de la mer Noire », où est impliqué un autre futur cadre du PC-SFIC, André Marty. La guerre étant finie, l'équipage pense être démobilisé rapidement, mais le navire est utilisé pour des transports de troupes. Le 25 mai, pour des raisons liées à la dureté du commandant du Guichen, le capitaine de frégate René Ernest Sémichon, alors que le croiseur est de retour à Itéa après avoir transporté des tirailleurs sénégalais depuis Tarente, il fait partie des meneurs qui se rebellent et entraînent avec eux l'équipage qui refuse d'obéir à ses officiers. La mutinerie est rapidement matée et il est condamné à cinq ans de bagne militaire. Envoyé au Maroc, il est assez rapidement rapatrié pour raisons sanitaires (asthme) et, peu après, amnistié à la suite de la campagne menée par le Parti communiste en faveur des mutins de la mer Noire. Il faut noter qu'il ne faisait partie, à ce moment, d'aucun mouvement révolutionnaire, ni de sympathie pour le bolchevisme, et que c'est de sa propre initiative qu'il avait provoqué une mutinerie à bord du Guichen[source insuffisante].

### Engagement politique au sein du Parti communiste
Il travaille comme ajusteur dans un atelier à Nantes. Il adhère au Parti communiste-SFIC après sa rencontre avec l’institutrice communiste, Louise Bodin, chargée de la région bretonne en 1921. Il est ensuite chargé d'entretien des machines d'une usine de soie artificielle.
Adhérent de la Confédération générale du travail (CGT), il soutient en 1923 la scission de la CGTU, dont il devient un permanent dès 1924 (il sera élu au bureau confédéral en 1931).
À la suite de la grève des sardinières « Penn Sardins » à Douarnenez, lors des élections municipales de mai 1925, Charles Tillon, qui était venu soutenir la grève en tant que représentant régional de la CGTU, est élu. Il sera aussi actif  en 1926  dans le Pays bigouden. Peintre à ses heures, il immortalise d'ailleurs un défilé des ouvrières en grève sur les dunes, drapeau rouge en tête. En 1928, à la tête du syndicat CGTU, il passe deux ans à organiser des grèves à Nantes et à Saint-Nazaire dans la métallurgie. Il doit également combattre la CGT « réformiste ». Entre 1924 et 1935, il est condamné à plusieurs peines de prison (grèves, outrages à commissaires).
Il gravit ainsi tous les échelons dans l’appareil communiste et syndicaliste. Sa nomination dans les instances nationales est validée par les autorités de l’Internationale communiste qui voit en lui un excellent militant.
En 1931, il fait un bref séjour en URSS à l'occasion du congrès de l'Internationale syndicale rouge, dont il rentre « ravi », puis passe rapidement aux instances dirigeantes du Parti communiste : il est élu en mars au comité central, puis en 1932 comme suppléant au bureau politique du parti.
Il devient député d'Aubervilliers lors de la victoire du Front populaire en 1936.
En 1939, il est en mission politico-humanitaire à Alicante et Valence en avril, pour tenter de rapatrier les derniers combattants républicains. À l’exception d'un vieux cargo, Le Lézardrieux, les navires promis par France-Navigation, propriété du PC-SFIC, n'ont pas pu arriver à temps. Il reste auprès de ses compagnons et se trouve placé aux arrêts au consulat de France avec le consul. Il obtiendra un sauf-conduit en qualité de député.

### Engagement dans la Résistance
En 1940, député membre du groupe ouvrier et paysan français, il est déchu de son mandat, le 21 janvier 1940 et condamné par contumace le 3 avril 1940 par le 3e tribunal militaire de Paris à cinq ans de prison, 5 000 francs d'amende et cinq ans de privation de ses droits civiques et politiques pour appartenance à un groupe parlementaire succédant au groupe communiste et propagation des « mots d'ordre de la IIIe Internationale ».

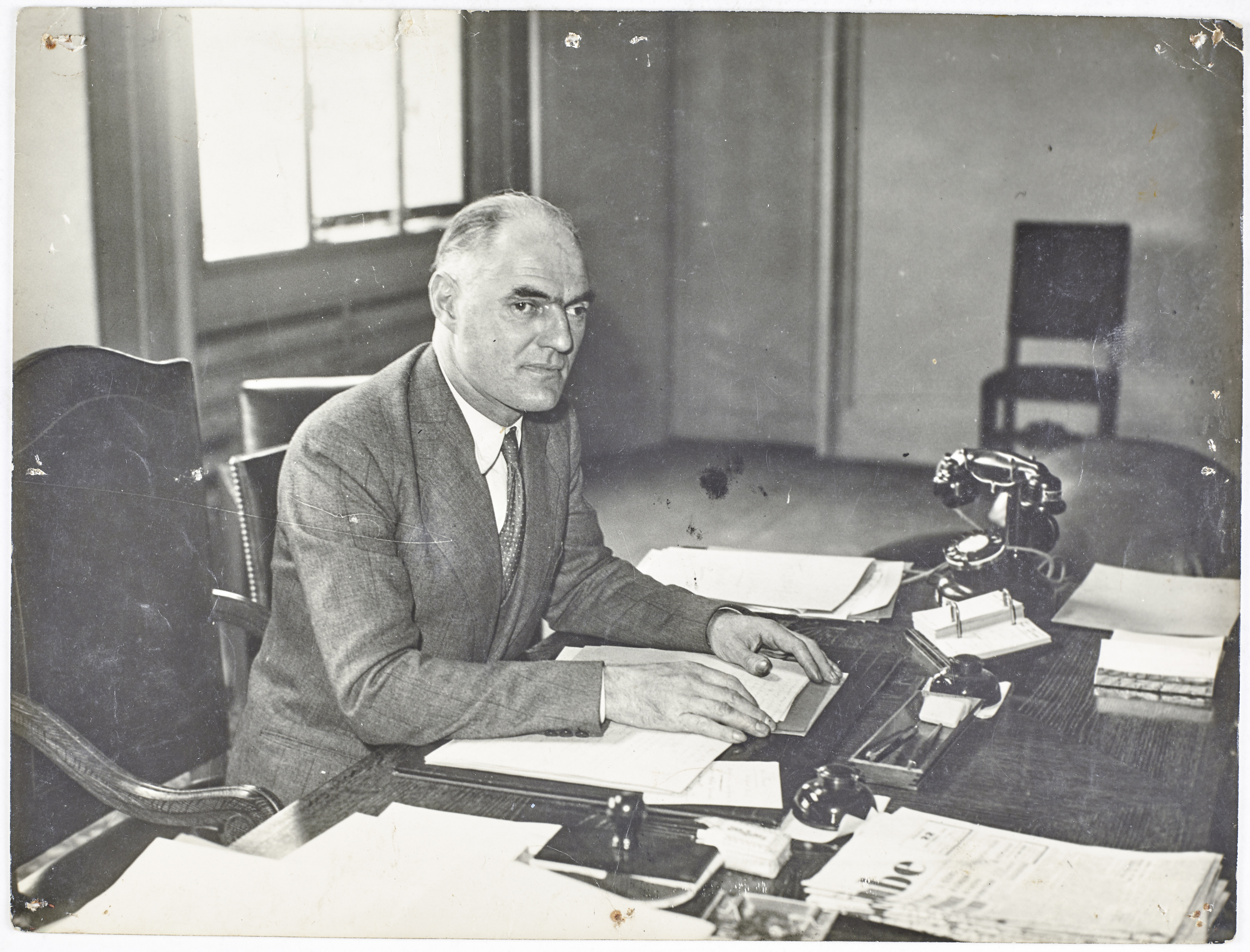
Charles Tillon (photo au musée de Bretagne)

Alors que l'URSS est liée à l'Allemagne par le pacte germano-soviétique, Tillon, après avoir entendu à la radio le discours de Pétain demandant de cesser le combat, rédige à Bordeaux un tract qu'il signe au nom du Parti communiste et qui, après la guerre, a pu être présenté, sous le nom d'appel du 17 juin 1940, comme un véritable « appel » à la résistance au fascisme hitlérien, mais qui, selon Yves Santamaria, n'est que « modérément décalé par rapport aux analyses kominterniennes », dénonce la guerre comme impérialiste et rejette l'alliance avec l'Angleterre. Pour leur part, Jean-Pierre Besse et Claude Pennetier sont sensibles à la différence de ton entre ce tract, offensif envers l'hitlérisme, et les comportements plus ambigus à la même période d'autres membres de la direction du parti (dont Jacques Duclos). Le tract de Charles Tillon leur semble symptomatique de la pensée d'un dirigeant proche des milieux syndicalistes, davantage en prise avec la classe ouvrière, et qui ne s'est rendu qu'une fois (en 1931) en Union soviétique. Il y affirme avec conviction que « le peuple français ne veut pas de l'esclavage, de la misère, du fascisme, pas plus qu'il n'a voulu de la guerre des capitalistes. Il est le nombre. Uni, il sera la force ». « Peuple des usines, des champs, des magasins et des bureaux, commerçants, artisans et intellectuels, soldats, marins, aviateurs encore sous les armes, unissez-vous dans l'action ». Il publiera un second texte le 18 juillet, invitant « à l'union pour chasser à la fois les capitalistes, leur tourbe de valets et de traîtres, et les envahisseurs. »
En octobre, il reprend contact avec Benoît Frachon et il est question qu'il entre à la direction du Parti. En décembre, il participe aux règles de sécurité de la clandestinité.
En 1941, il crée le journal France d'abord (dont la première édition paraîtra en septembre). Il crée et prend la direction du Comité militaire national (CMN), au mois d'octobre, État-major point de départ de la naissance des Francs-tireurs et partisans (FTP), constitué pour une grande partie de « MOI » (Main-d'œuvre immigrée), ainsi que des « Bataillons de la jeunesse » et de l'OS. Il intègre avec Jacques Duclos et Benoît Frachon le secrétariat clandestin du PCF.
Il installe en 1942 le CMN à Palaiseau et Limours, avec Maria Valtat, Albert Ouzoulias, Georges Bayer. Il supervise les organisations d'Organisation spéciale (OS). Nommé commandant en chef, il apporte son soutien aux résistants non communistes.

Le 10 août 1944, le CMN des FTP lance un appel au soulèvement de Paris.

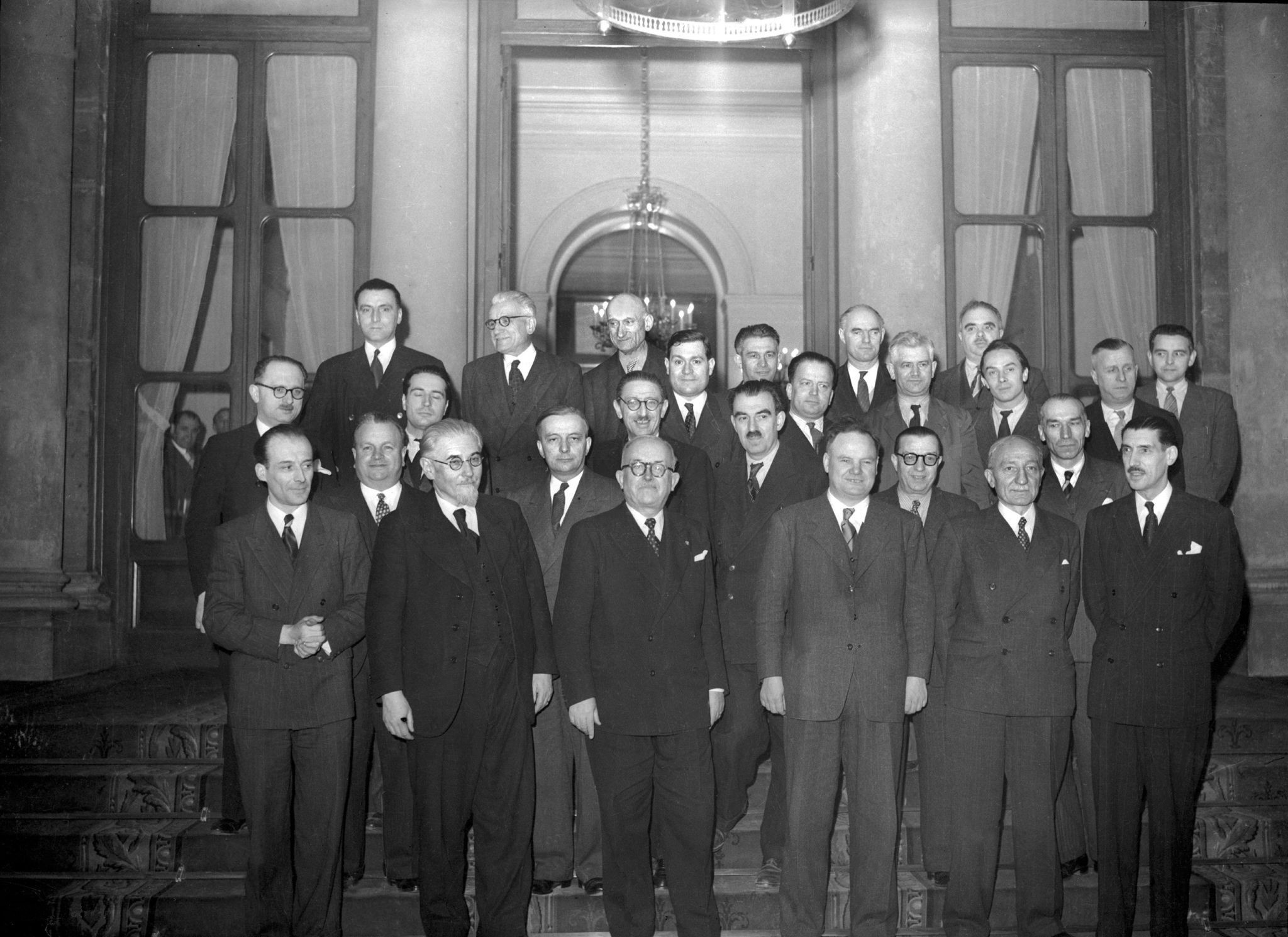
Charles Tillon au dernier rang, sur la photo de famille du premier gouvernement Ramadier.

### Fonctions électives et gouvernementales puis éloignement du Parti communiste
De 1944 à 1947 : il est réélu député d'Aubervilliers - maire d'Aubervilliers. Après la libération de Paris, il est successivement ministre de l'Air, de l'Armement et de la Reconstruction. Au ministère de l'Air, il a dans son cabinet Marcel Valtat qu'il envoie en Allemagne pour essayer de faire venir Wernher von Braun, en France. Il crée le premier corps de pilotes militaires féminins. En mai 1945, les premières manifestations nationalistes à Sétif, en Algérie, et les morts d'Européens qui en résultent, sont durement réprimés notamment par des bombardements de l’aviation française qui rasent plus ou moins complètement plusieurs agglomérations, alors qu'il est ministre. Charles Tillon expliquera par la suite qu’il ne fut jamais informé par ses collègues du gouvernement ou par ses services, puis qu'après avoir été informé de l'étendue du drame, il avait voulu démissionner du gouvernement, mais que « la direction du Parti » avait refusé.

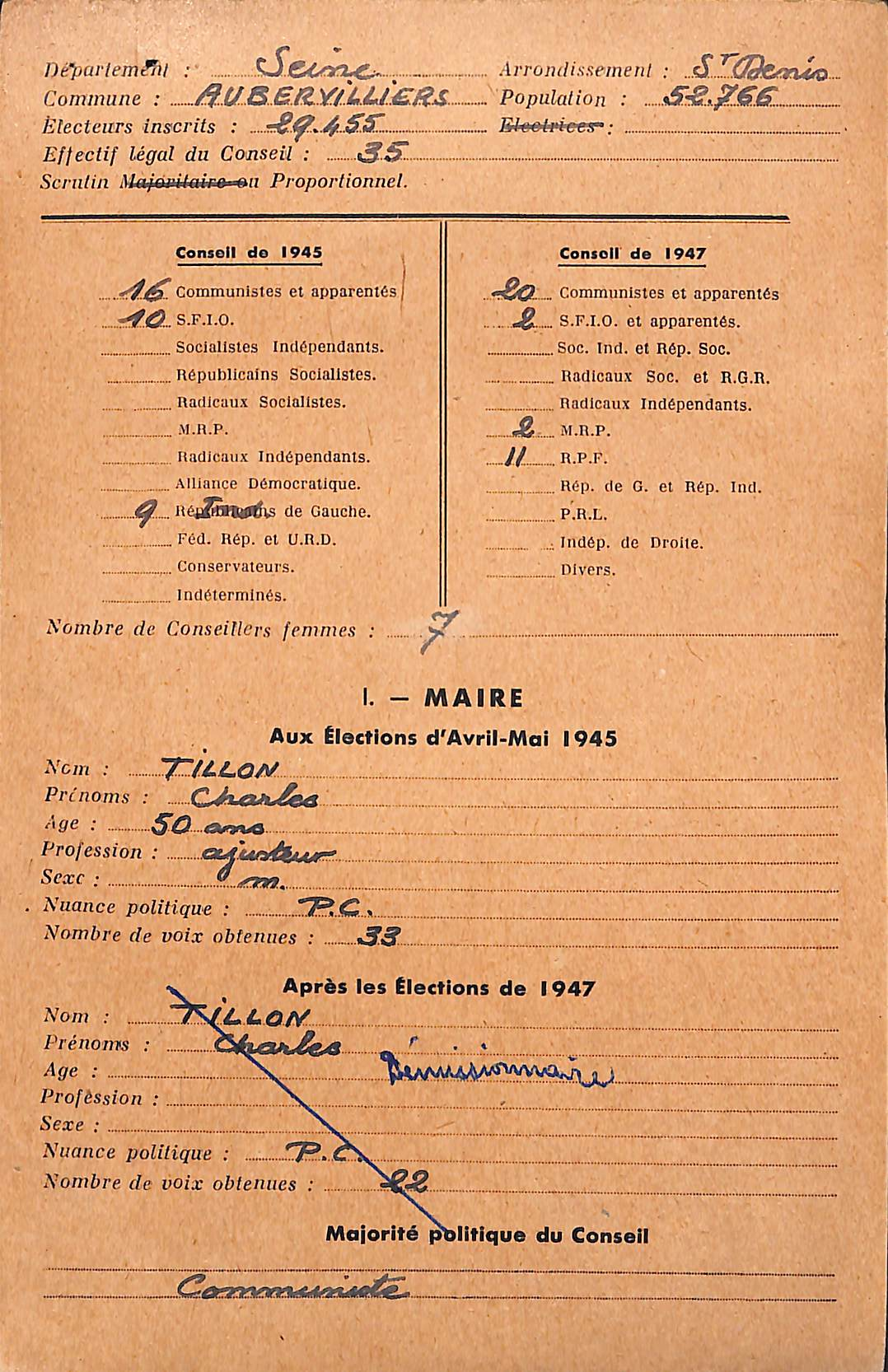
Résultats des élections à la mairie en 1945 et 1947.

#### Mise à l'écart de grands résistants du PCF
Charles Tillon a été victime de la période de mise à l'écart de grands résistants du PCF, comme celles, la même année, du député communiste André Marty, secrétaire de l'Internationale communiste de 1935 à 1943, et de Georges Guingouin, chef des maquis du Limousin, puis celles en 1954 des deux leaders de la résistance dans le Nord-Pas-de-Calais, Auguste Lecœur et René Camphin, un troisième, Roger Pannequin ayant été blâmé dès 1951 lors de l'affaire Pronnier sur la base d'un témoignage très controversé, auquel la justice n'a pas donné crédit, ni par la voie du parquet ni par la cour d'assises,. L'Humanité et l'ensemble de la presse communiste mènent alors une importante campagne pour mettre en lumière « l'activité fractionnelle » d'André Marty et de Charles Tillon. René Camphin subira aussi un blâme de son parti lors de l'affaire Pronnier. 
L'historienne française Annie Kriegel y verra un désaccord d'origine politique entre dirigeants communistes à l'époque de la fin de vie puis de la mort de Staline en mars 1953, tandis qu'Auguste Lecœur et Philippe Robrieux un réflexe de défense de l'entourage de Maurice Thorez, qui n'avait de son côté pas la même légitimité historique, n'ayant pas participé à la Résistance française.
Écarté de la direction du parti le 2 septembre 1952 Simonnot reste avec lui, l'accompagne à Montjustin dans les Alpes-de-Haute-Provence, où il resteront 10 ans, réparant la maison en ruines. Il y écrit plusieurs livres. En 1957, il est rétabli dans tous ses droits de membre du Parti communiste.
Les Printemps de Paris et de Prague l'obligent à retourner au combat avec d'importantes personnalités[Lesquelles ?].
Il signe le « manifeste contre la normalisation en Tchécoslovaquie », et créé un nouveau « Secours Rouge ».

### Exclusion définitive et fin de vie
Le 3 juillet 1970, il signe avec Roger Garaudy, Jean Pronteau et Maurice Kriegel-Valrimont un manifeste : « Il n'est plus possible de se taire » qui reprend les critiques concernant l’attitude du PCF en 1968 et sur son mode de fonctionnement. Il se voit exclu du Parti communiste, ainsi que son épouse Raymonde Tillon.
En 1975, il se retire à La Bouëxière en Bretagne. En 1986, il remet la Légion d'honneur à Armand Simonnot (deux mois avant son décès) en présence d'anciens FTP du Cher et de la Nièvre.
Charles Tillon décède à l'âge de 95 ans à Marseille, le 13 janvier 1993. Il est inhumé au cimetière de l'Est à Rennes, son épouse le rejoint en 2016.

## Engagements
Charles Tillion créé en 1947 l'Association nationale des anciens combattants de la Résistance (ANACR) - Fondation du « Mouvement de la Paix ». Marcel Valtat, le fils de Maria Valtat, lui trouve Armand Simonnot, dit Commandant Théo dans la Résistance, comme garde du corps en novembre 1948. C'est le début d'une amitié indéfectible.
Sous sa présidence, l'association des anciens FTP publie avec le comité français pour la défense des immigrés (CFDI) en février 1951 aux éditions sociales Pages de gloire des 23, livre illustré sur les FTP MOI, avec une préface de Justin Godart, président du CFDI, dont il écrit la postface.

## Synthèse des fonctions et mandats

### Au gouvernement
- Ministre de l'Air du gouvernement Charles de Gaulle I (du 10 septembre 1944 au 21 novembre 1945)
- Ministre de l'Armement du gouvernement Charles de Gaulle II (du 21 novembre 1945 au 26 janvier 1946)
- Ministre de l'Armement du gouvernement Félix Gouin (du 26 janvier au 24 juin 1946)
- Ministre de l'Armement du gouvernement Georges Bidault I (du 24 juin au 16 décembre 1946)
- Ministre de la Reconstruction et de l'Urbanisme du gouvernement Paul Ramadier I (du 22 janvier au 4 mai 1947)

## Distinctions
- Commandeur de la Légion d'honneur le 31 décembre 1992[21].
- Officier de la Légion d'honneur le 20 juin 1982.
- Médaille de la Résistance française avec rosette par décret du 31 mars 1947[22].
- Médaille de la Liberté

## Hommages

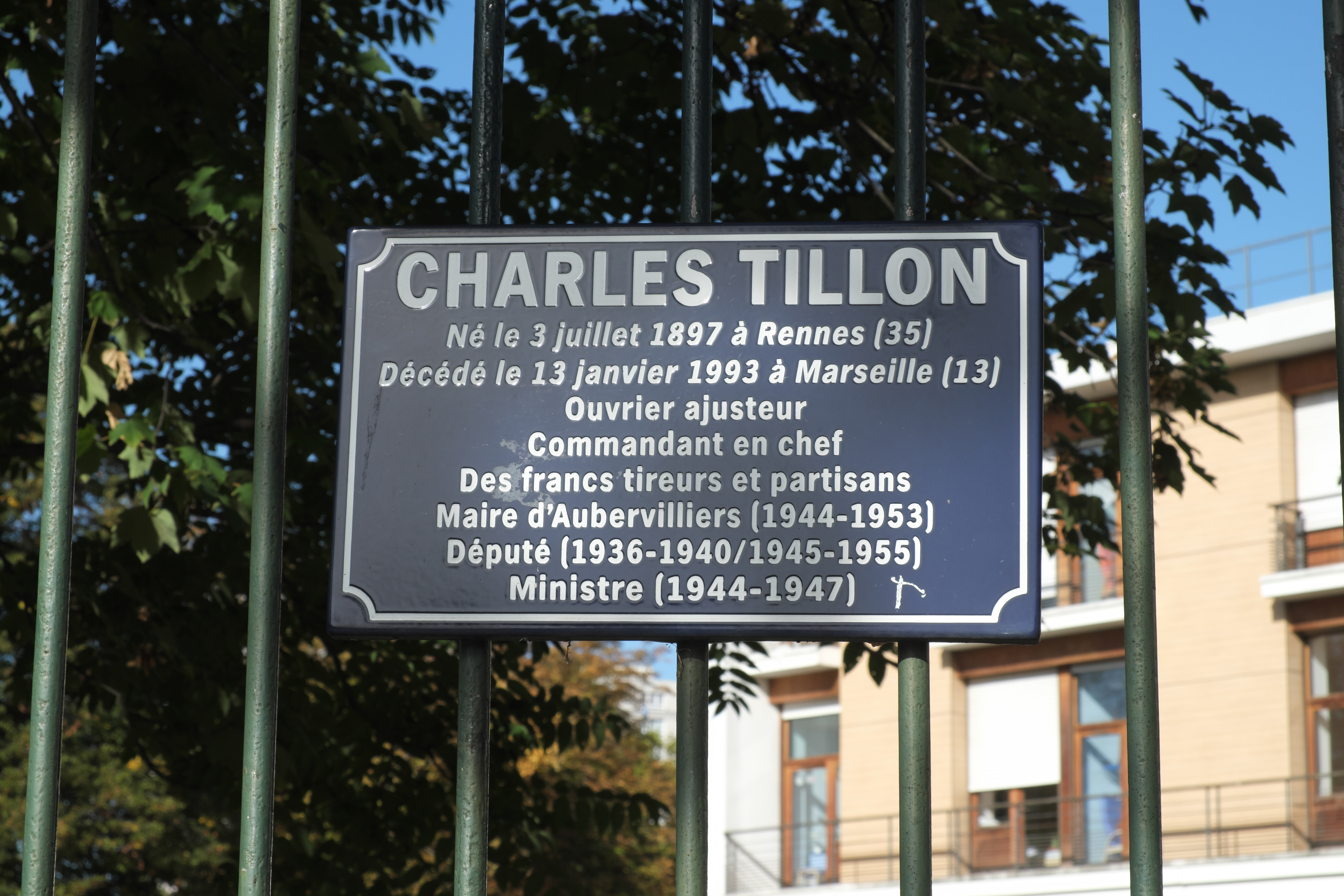
Plaque commémorative à Aubervilliers.

- En 1994, le conseil municipal de Rennes, sa ville natale, décide de renommer l'avenue d'Île-de-France en avenue Charles-Tillon. En 2017, la même assemblée décide d'y associer le nom de son épouse Raymonde, décédée quelques mois auparavant, et l'avenue se dénomme désormais avenue Charles-et-Raymonde-Tillon[23].
- En 2007, le lycée professionnel Laënnec-Robidou de Rennes change de nom et devient le lycée professionnel Charles-Tillon[24].
- Depuis 2003, une place parisienne porte son nom.
- Plusieurs autres villes ont attribué son nom à une de leurs voies : Aubervilliers, la commune dont il a été l'édile, Orly, Les Mureaux en Île-de-France ; Fougères, Lorient, Quimper, Pacé, Acigné, Chantepie, Hennebont, Brest en Bretagne ; Clermont-Ferrand, Grande-Synthe, Châtellerault.

## Ouvrages
- Les F.T.P., témoignage pour servir à l'histoire de la Résistance, Paris, Julliard, 1962, 687 p. (visualiser dans Gallica)
- La révolte vient de loin, Paris, Julliard, 1969, 557 p.
- Un « procès de Moscou » à Paris, Paris, Seuil, 1971, 203 p.
- On chantait rouge, Paris, Robert Laffont, 1977, 581 p.
- Le Laboureur et la République, Paris, Fayard, 1983, 310 p. prix Eugène-Piccard de l'Académie française
- Les FTP : soldats sans uniforme, Rennes, Ouest France, 1991, 324 p. (visualiser dans Gallica)

## Œuvre
Tableau: La révolte des sardinières (1926) : « Défilé de sardinières en costume bigouden et de marins-pêcheurs en vareuse rouge sur une dune littorale. Deux drapeaux rouges parsèment cette masse humaine qui forme comme une vague. »